# Glaphyria condensata
Glaphyria condensata là một loài bướm đêm trong họ Crambidae.